# Exocentrus explanatidens
Exocentrus explanatidens es una especie de escarabajo longicornio del género Exocentrus, subfamilia Lamiinae. Fue descrita científicamente por Pic en 1930.
Se distribuye por Bután, India y Nepal. Mide 3,3-4 milímetros de longitud. El período de vuelo ocurre en los meses de marzo, mayo y junio.